# The Cranberries
A The Cranberries egy ír rockzenekar, amely az 1990-es években vált népszerűvé. (A név magyarul áfonyákat jelent.)
A világhírnevet a Zombie című szám hozta meg számukra 1994-ben. A dalt egy warringtoni bombamerénylet után írták, amelyben két gyermek is életét vesztette.

## Tagok
- Michael (Mike) Hogan, basszusgitáros.
- Noel Anthony Hogan (Mike bátyja) gitáros.
- Fergal Patrick Lawler, dobos.
- Dolores O’Riordan (Dolores Mary Eileen O'Riordan Burton) énekes, vokalista és háttérgitáros.

## Diszkográfia

### Albumok

#### Stúdióalbumok
- "Everybody Else Is Doing It, So Why Can´t We?" (1993. április) UK #1, US #18 (világszerte 7 600 000 eladott album)
- "No Need to Argue" (1994. szeptember) UK #2, US #6 (világszerte 16 700 000 eladott album)
- "To the Faithful Departed" (1996. április) UK #2, US #4 (világszerte 6 200 000 eladott album)
- "Bury the Hatchet" (1999. április) UK #7, US #13 (világszerte 3 300 000 eladott album)
- "Wake Up and Smell the Coffee" (2001. október) UK #61, US #46 (világszerte 1 300 000 eladott album)
- "Roses" (2012. február)
- "Something Else" (2017. április)
- "In the End" (2019. április)

Egyéb válogatások / korlátozott kiadások kb. 1 800 000 db.

#### Válogatások
- "Bury the Hatchet – The Complete Sessions" (2000) – 26 szám
- "Stars – The Best of 1992–2002" (2002. szeptember) – UK #20
- "Treasure Box – The Complete Sessions 1992-1999" 4 újrakevert album

#### Live
- "Doors And Windows" (1995) (multimédia lemez)
- "In Concert at the BBC" (1994) – korlátozott egyesült királyságbeli kiadás
- "In Concert: New Rock #94-44, disc 2 of 2" (1994)

### Maxilemezek
- "Uncertain EP" (1991)
- "Dreams" (1992. szeptember) –
- "Linger" (1993. február) – UK #74
- "Linger" (újra) (1994. január) – UK #14, US #8
- "Dreams" (újra) (1994. április) – UK #27, US #42
- "Zombie" (1994. szeptember) – UK #14
- "Ode To My Family" (1994. november) – UK #29
- "I Can't Be With You" (1995. február) – UK #23
- "Ridiculous Thoughts" (1995. július) – UK #20
- "Salvation" (1996. április) – UK #13
- "Free To Decide" (1996. július) – UK #33
- "Promises" (1999. április) – UK #12
- "Animal Instinct" (1999. július) – UK #54
- "Just My Imagination" (1999. október) –
- "You And Me" (2000. január) –
- "Analyze" (2001. szeptember) – UK #89
- "Time Is Ticking Out" (2002. január) –
- "This Is The Day" (2002. április) –
- "Stars" (2002. szeptember) –

### DVD és videó
- Children Of Bosnia
- Beneath The Skin – Live In Paris
- Stars – The Best of 1992 – 2002 (DVD)
- Live – Live In Astoria (DVD)